# Verwaltungstransparenz
Die Verwaltungstransparenz oder Transparenz der öffentlichen Verwaltung steht in engem Zusammenhang mit Transparenz in der Politik. Gemeint ist, dass die Bürger Einblick und Durchblick in Entscheidungen und Vorgänge der Verwaltung erhalten. Angesprochen sind dabei zwei Ebenen:
- Bürgerservice
- demokratische Kontrolle

Grob gegliedert, lassen sich theoretisch vier Stufen der Transparenz öffentlicher Verwaltung unterscheiden, die sich ergänzen und überlappen können, dabei jedoch einen zunehmenden Grad an Transparenz beschreiben:
1. Stufe: Verwaltung stellt ausgewählte, allgemeine Information zur Verfügung
2. Stufe: Verwaltung gewährleistet Einblicke in Verwaltungsvorgänge, soweit sie den jeweiligen Bürger persönlich betreffen
3. Stufe: Verwaltung steht mit all ihren Vorgängen für alle Einblicke offen, eine persönliche Betroffenheit muss bei der Anfrage nicht nachgewiesen werden (siehe Öffentlichkeitsprinzip)
4. Stufe: Verwaltung unterstützt den jeweiligen Bürger aktiv bei seinem Bedürfnis nach Verwaltungstransparenz und vermittelt ihm hierfür ggf. die erforderlichen Hintergrundinformationen und Fähigkeiten des Verstehens

## Einschätzung
Die erste Stufe ist mit Broschüren, Schaukästen und Websites vielerorts realisiert, wenn auch mit unterschiedlichem Nutzwert. Die zweite Stufe beschränkt sich seit langem auf Akteneinsichtsrechte in Rechtsmittelverfahren. Die dritte Stufe wird in einigen Bundesländern, darunter Brandenburg, Berlin, Nordrhein-Westfalen, Schleswig-Holstein, Hamburg, Mecklenburg-Vorpommern, Bremen, Saarland und Thüringen, mit einem Informationsfreiheitsgesetz ermöglicht, jedoch sind diese Rechte wenig bekannt und existieren auf Bundesebene erst seit dem 1. Januar 2006; für die Bürger können Gebühren anfallen, die Verwaltung könnte mit einer Vielzahl an Fragen überlastet werden; trotz verschiedener Schutzvorschriften werden vielfach datenschutzrechtliche Bedenken geltend gemacht. Die vierte Stufe ist allerhöchstens punktuell realisiert und nicht institutionalisiert.
Die Diskussion um Verwaltungstransparenz krankt an der einseitigen Ausrichtung auf die Ebene des Bürgerservices. Verwaltungstransparenz ist jedoch besser als politischer Faktor, nämlich als demokratisches Recht zu verstehen. Im Zuge der Volkssouveränität (Grundgesetz, Art. 20) „beauftragen“ die Bürger ihre drei Gewalten (Gewaltenteilung), darunter auf indirektem Weg die Exekutive, welche sich aus Regierung und Verwaltung zusammensetzt. Folglich sollten dem Volk als „Auftraggeber“ Kontrollrechte zukommen, die über den individuellen Verfahrensschutz hinausgehen.
Dem Internet kommt in diesem Zusammenhang die Bedeutung eines zum Teil technisch geeigneten Hilfsmittels zu, jedoch kann es über die erste Stufe der Verwaltungstransparenz nur hinausgehen, wenn es intelligent eingesetzt und mit einem kompetenten Back-Office-Bereich unterfüttert wird. Die meisten Kommunen scheinen anzunehmen, mit einem Internetauftritt hätten sie bereits ausreichend Transparenz hergestellt.